# Hold On 'til the Night
Hold On 'til the Night (en español: Aguantar hasta la noche) es el primer álbum de estudio del cantautor estadounidense Greyson Chance y fue lanzado el 2 de agosto de 2011 por Eleveneleven, Maverick Records, Streamline y Geffen Records.
Chance fue el primer artista en firmar con el sello de Ellen DeGeneres, Eleveneleven. El álbum fue precedido por dos sencillos, ambos publicados en este mismo: "Waiting Outside the Lines" y "Unfriend You". El álbum fue grabado en Los Ángeles y producido por The Matrix, Billy Steinberg y Ron Fair.
El 23 de mayo de 2011, Greyson visitó The Ellen DeGeneres Show para estrenar su nuevo sencillo, "Unfriend You". Después de la actuación, Greyson reveló la fecha de lanzamiento de su álbum.

## Sencillos
- «Waiting Outside the Lines»: fue lanzado como primer sencillo el 27 de octubre de 2010[4] y como EP, el 19 de abril de 2011.[5] El video musical está dirigido por Sanaa Hamri,[6] y se transmitió el 13 de diciembre de 2010.[7]

- «Unfriend You»: fue lanzado como el segundo sencillo el 17 de mayo de 2011.[8] El video musical cuenta con la aparición de Ariana Grande,[9] fue lanzado el 30 de junio de 2011.[10]

- «Hold On 'til the Night», es la canción que da título al álbum y fue lanzado como el tercer sencillo el 6 de noviembre de 2011,el vídeo musical fue lanzado el mismo día.[11]

## Recepción de la crítica
El álbum debut de Chance ha recibido críticas de mezcladas a positivas. Us Magazine recompensó a Chance con tres estrellas y una crítica positiva, afirmando que "se superó así mismo con 10 (temas) originales". Entertainment Weekly dio a Chance una crítica positiva y lo felicitó por la madurez de su voz diciendo: "Chance revela una voz sorprendentemente madura en 'Hold On' Til the Night' ('Heart like stone' da un toque de bienvenida a la melancolía extraña), aunque el melodrama estimulado por Facebook "Unfriend you" recuerda a los oyentes que -después de todo- es sólo un niño." La calificación final para el álbum fue una B.
El sitio web PopCrush también escribió una crítica positiva dando a Chance cuatro estrellas. Scott Shetler señala: "el álbum debut resultante es una colección de 10 canciones que suena mucho más maduro de lo que podría esperarse del fresco rostro de un muchachito". John Terauds de Toronto Star le dio tres y media estrellas, escribiendo que: "el álbum debut de 10 pistas del muchacho es un sólido esfuerzo que tiene una gran deuda con los grupos de chicos de los 1990's" y terminó con: "Este fenómeno de YouTube está aquí parado en un sólido terreno artístico."
Rolling Stone dio al álbum una revisión de dos estrellas, afirmando que "a los 13 años es todo menos amenazante un potencial éxito en su debut", sin embargo la comunidad de la revista Rolling Stone le dio al álbum cuatro estrellas y media. NY Daily News también le dio al álbum dos estrellas, explicando que "el pitch andrógino del cantante -el cual se encuentra muy al norte de Justin Bieber- limita su capacidad de hacer creíbles las canciones de amor de su CD para cualquier persona mayor que él".
Metacritic otorgó al álbum el puesto 61 de 100 con base en 4 críticas.

## Recibimiento comercial
En los EE. UU., el álbum vendió 16.185 copias en su primera semana, debutando en el puesto #29 en el Billboard 200. En Canadá, el álbum llegó al #67 en la Lista de álbumes de Canadá. Y en Francia, el álbum logró el puesto 47 según la Lista de álbumes francesa.El álbum volvió a entrar en la lista Billboard 200 el 22 de septiembre de 2011 en el número 144.

## Lista de canciones
Edición Original
| N.º | Título | Escritor(es) | Productor(es) | Duración |  |

Versión "iTunes Bonus Track"
| iTunes Bonus Track |                 |          |  |
| N.º                | Título          | Duración |  |
| 11.                | «Slipping Away» | 3:32     |  |
| 39:39              |                 |          |  |

Versión "Amazon MP3 Bonus Track"
| Amazon MP3 Bonus Track |              |          |  |
| N.º                    | Título       | Duración |  |
| 11.                    | «Purple Sky» | 3:52     |  |
| 39:59                  |              |          |  |

## Lista del DVD
El álbum incluye un DVD adicional con el siguiente contenido:
| Bonus QVC-exclusive DVD |                                                  |          |  |
| N.º                     | Título                                           | Duración |  |
| 1.                      | «In-Studio Webisode»                             |          |  |
| 2.                      | «Canada Webisode»                                |          |  |
| 3.                      | «Paparazzi YouTube HQ Performance»               |          |  |
| 4.                      | «Waiting Outside the Lines - Behind the Scenes»  |          |  |
| 5.                      | «Waiting Outside the Lines»                      |          |  |
| 6.                      | «LA Live Tree Lighting»                          |          |  |
| 7.                      | «EPK»                                            |          |  |
| 8.                      | «Minnesota Mall of America»                      |          |  |
| 9.                      | «Live at the House of Blues - Behind the Scenes» |          |  |
| 10.                     | «Making the Album: Hold On 'til the Night»       |          |  |